# Chondrohierax
Chondrohierax es un género de aves de presa en la familia Accipitridae. En general se distingue dos especies que habitan el neotrópico. 

## Especies
En general se distingue las siguientes especies:
| Especie                 | Nombre común                                 | Descriptor     | Región                                                         |
| ----------------------- | -------------------------------------------- | -------------- | -------------------------------------------------------------- |
| Chondrohierax uncinatus | gavilán pico gancho                          | Temminck, 1822 |                                                                |
| Chondrohierax wilsonii  | gavilán caguarero (guaraguao, gavilán sonso) | Cassin, 1847   | Endémico del oriente de Cuba, en peligro crítico de extinción. |